# Elżbieta Vendramini
Elżbieta Vendramini STFE (ur. 9 kwietnia 1790 w Bassano del Grappa, Włochy, zm. 2 kwietnia 1860 w Padwie) − błogosławiona kościoła katolickiego, założycielka tercjarek franciszkanek elżbietanek.

## Życiorys
Była 7 dzieckiem swoich rodziców. Od dziecka była wychowywana u sióstr augustianek. W 1828 założyła zgromadzenie sióstr tercjarek franciszkanek elżbietanek. Zmarła 2 kwietnia 1860 w opinii świętości.
Beatyfikowana przez Jana Pawła II 4 listopada 1990.